# Bolitoglossa tica
Espèce
Statut de conservation UICN

 EN B1ab(iii) : En danger
Bolitoglossa tica est une espèce d'urodèles de la famille des Plethodontidae.

## Répartition
Cette espèce est endémique du Costa Rica. Elle se rencontre, entre 2 200 et 2 500 m d'altitude sur le versant Nord de la cordillère de Talamanca et dans les Cerros de Escazú,.

## Description
Le mâle holotype mesure 100,7 mm de longueur totale dont 52,5 mm de longueur standard et 48,2 mm de queue. Les mâles mesurent de 37,7 à 59,7 mm de longueur standard et les femelles de 41,3 à 53,9 mm. Son dos varie du brun rougeâtre terne au noirâtre et présente parfois deux rayures brunes peu marquées entre les épaules et le milieu du corps. Son ventre est foncé voire noir brillant, la gorge étant un peu plus claire avec parfois des taches blanches

## Étymologie
Son nom d'espèce, tica, a été décerné aux Costaricains, qui se surnomment eux-mêmes « ticos », en reconnaissance des efforts qu'ils font pour protéger leur environnement.

## Publication originale
- García-París, Parra-Olea & Wake, 2008 : Description of a new species of Bolitoglossa subpalmata group (Caudata: Plethodontidae) from Costa Rica. Herpetological Journal, London, vol. 18, p. 23-31 (texte intégral).